# Magomedjan Aratsilov
Magomedjan Aratsilov (Daguestán, Unión Soviética, 7 de mayo de 1951) es un deportista soviético retirado especialista en lucha libre olímpica donde llegó a ser subcampeón olímpico en Moscú 1980.

## Carrera deportiva
En los Juegos Olímpicos de 1980 celebrados en Moscú ganó la medalla de plata en lucha libre olímpica de pesos de hasta 82 kg, tras el luchador búlgaro Ismail Abilov (oro) y por delante del húngaro István Kovács (bronce).